# Loče, Celje
Lóče so razložena vas v Mestni občini Celje, ki stoji ob zahodnem bregu Šmartinskega jezera severno od Celja.

## Prebivalstvo
Etnična sestava 1991:
- Slovenci: 110 (100 %)